# Michel Wlassikoff
Michel Wlassikoff est historien du graphisme et de la typographie, diplômé en Histoire de l'École des hautes études en sciences sociales (Ehess)

## Biographie
Il a dirigé la revue Signes, de 1991 à 1998. Il a contribué fréquemment aux principales revues de graphisme en France (Etapes) et dans le monde. Il participe aussi aux « Revues parlées » consacrées au graphisme qui se tiennent au Centre Georges-Pompidou.
Il est un des fondateurs de l'association Signes avec notamment Bernard Baissait .
Il est responsable du site www.signes.org consacré à l'histoire du graphisme et de la typographie.

## Publications
Il a écrit plusieurs ouvrages sur le graphisme, notamment :
- avec Philippe Delangle, Signes de la collaboration et de la Résistance, Paris, Autrement, 2002
- Histoire du graphisme en France, Paris, Les Arts Décoratifs / Éditions Dominique Carré, 2005; rééd. 2008  (ISBN 978-2-901422-64-8) ; rééd. revue et augmentée 2021  (ISBN 978-2-916914-85-5)
- Mai 68 : L'affiche en héritage, Paris, Éditions Alternatives, 2008, photographies de Marc Riboud, Jean-Claude Gautrand, Philippe Vermès ;  rééd. revue et augmentée 2018.
- avec Alexandre Dumas de Rauly, Futura : Une gloire typographique, Paris, Éditions Norma, 2011  (ISBN 978-2-915542-39-4)
- Les Affiches qui ont marqué le monde, Paris, Larousse, 2019
- Le Guide du graphisme et de la typographie, Paris, Flammarion, 2022
- Marcel Jacno, graphiste et typographe, Arles, Actes Sud, 2022